# Шыргайту
Шыргайту (алт. Шыргайты) — село в Шебалинском муниципальном районе Республики Алтай России, административный центр и единственный населённый пункт Шыргайтинского сельского поселения.

## География
Протекает река Песчанка, в которую впадает речка Верхняя Шаргайта.
Уличная сеть
состоит из десяти географических объектов: ул. Азалу, ул. Баита Матвеевича, ул. Большевик, ул. Кызыл-Тал, ул. Песчаная, ул. Победы, ул. Родниковая, ул. Центральная, ул. Чанкыр, ул. Яшканака Бадакина

## Население
| 2010 | 2011 | 2012 | 2013 | 2014 | 2015 |
| ---- | ---- | ---- | ---- | ---- | ---- |
| 539  | →539 | ↘524 | ↗536 | ↘527 | ↘509 |
| 2016 | 2017 | 2018 | 2019 | 2020 | 2021 |
| ↗511 | ↗523 | ↗528 | ↗532 | ↘523 | ↘512 |

## Инфраструктура
Животноводство, сельское хозяйство.

## Транспорт
Проходит трасса «Ябоган — Барагаш — Арбайта» 84К-121.